# Municipio de Burr Oak (Misuri)
El municipio de Burr Oak (en inglés: Burr Oak Township) es un municipio ubicado en el condado de Lincoln en el estado estadounidense de Misuri. En el año 2010 tenía una población de 3332 habitantes y una densidad poblacional de 22,91 personas por km².

## Geografía
El municipio de Burr Oak se encuentra ubicado en las coordenadas 39°4′12″N 90°45′53″O / 39.07000, -90.76472. Según la Oficina del Censo de los Estados Unidos, el municipio tiene una superficie total de 145.41 km², de la cual 134,96 km² corresponden a tierra firme y (7,19 %) 10,45 km² es agua.

## Demografía
Según el censo de 2010, había 3332 personas residiendo en el municipio de Burr Oak. La densidad de población era de 22,91 hab./km². De los 3332 habitantes, el municipio de Burr Oak estaba compuesto por el 97,15 % blancos, el 0,84 % eran afroamericanos, el 0,27 % eran amerindios, el 0,39 % eran asiáticos, el 0,06 % eran de otras razas y el 1,29 % eran de una mezcla de razas. Del total de la población el 1,38 % eran hispanos o latinos de cualquier raza.